# 朝鮮の競馬

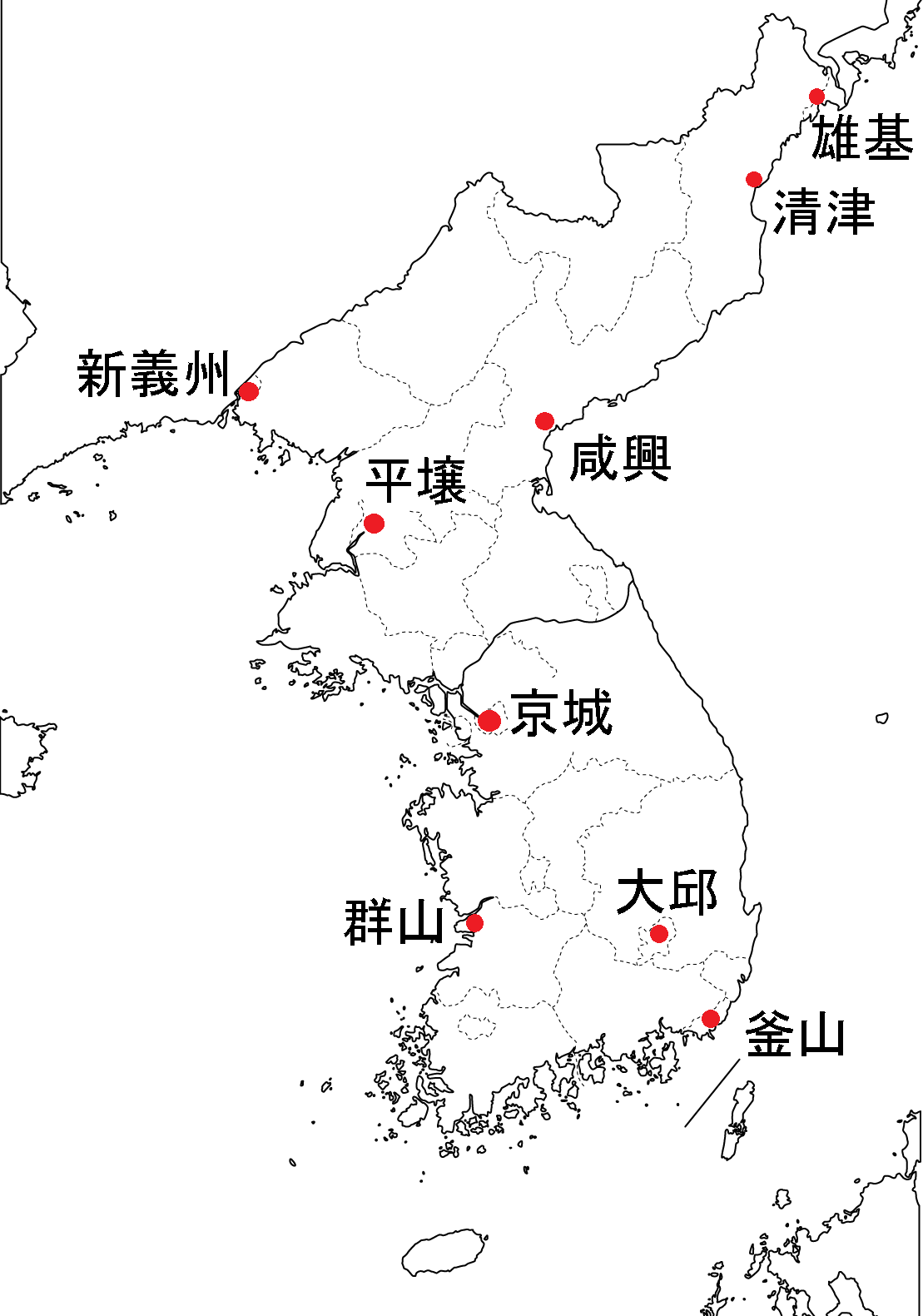
日本統治時代の朝鮮で公認競馬場があった場所

朝鮮の競馬（ちょうせんのけいば）では日本統治時代の朝鮮における競馬について概説する。現代の韓国の競馬については別項韓国の競馬を参照のこと。
日本人は台湾、樺太、関東州、満州国など太平洋戦争以前に統治下に置いた各地に複数の競馬場を設けたが、1910年（明治43年）に併合した朝鮮では1922年（大正12年）馬券発売を伴う公認競馬が京城（現在のソウル）で開始された。朝鮮の公認競馬場は1941年（昭和16年）に9か所存在したが、1945年（昭和20年）に日本の敗戦により、すべて閉鎖された。

## 前史
近代以前の朝鮮の競馬については史料が乏しく不明となっている。1898年、外国語学校連合運動会で学生によるロバのレースが記録に残っている最初の朝鮮の競馬とされている。馬の競走は1907年(明治40年)、漢江江畔で騎兵によるレースが行われている。これらのレースの詳細はよくは分からないものの近代競馬とは程遠いものであろうとされている。
1910年代、龍山練兵場や東大門、漢江江畔などで日本人が競馬を始めたのが近代競馬の嚆矢とされている。農林省畜産局の報告では1918年(大正7年)に漢江江畔で行われた競馬が朝鮮競馬の嚆矢であり爾後1921年(大正10年)まで春・秋に開催されたという。しかし、これらの競馬も本格的な物とは言えず、認可を得た法人組織による本格的な競馬は1922年(大正11年)の朝鮮競馬倶楽部創立を待たねばならなかった
。

## 公認競馬の始まり（朝鮮競馬令施行以前）
1921年(大正10年)内地の競馬倶楽部と同様に馬匹改良と馬事思想普及を目的とする競馬法人朝鮮競馬倶楽部設立の申請がなされ、施設や組織内容を見て1922年(大正11年)朝鮮総督府はこれを認めた。場所は京城である。朝鮮競馬倶楽部は1922年競馬を開始し、1923年春には馬券の発売を開始している。さらに1924年(大正13年)には平壌の平南レース倶楽部、1926年(大正15年)大邱競馬倶楽部、1927年(昭和2年)釜山競馬倶楽部、1928年(昭和3年)新義州の国境競馬倶楽部、同年群山競馬倶楽部が認可を得ている。ただし大邱競馬倶楽部は1926年に認可を得ているが競馬の開催は1929年からである。
各競馬倶楽部は内地の地方競馬と同じく「懸賞富籤類似其ノ他投票募集等ノ取締ニ関スル規定」に準じて1枚2円で馬券を発売している（国境競馬倶楽部のみは1枚3円）。馬券の控除率（主催者取り分）は20%である。昭和5年の各倶楽部のデータが残っているので記載する。
| 初期の朝鮮競馬の入場者数、売上の推移 | 初期の朝鮮競馬の入場者数、売上の推移 | 初期の朝鮮競馬の入場者数、売上の推移 | 初期の朝鮮競馬の入場者数、売上の推移 | 初期の朝鮮競馬の入場者数、売上の推移 |
| 年度                                 | 倶楽部数                             | 入場者数                             | 馬券売上高                           | 開催地                               |
| ------------------------------------ | ------------------------------------ | ------------------------------------ | ------------------------------------ | ------------------------------------ |
| 1925年(大正14年)                     | 2                                    | 37,575人                             | 170,208円                            | 京城、平壌                           |
| 1926年(大正15年)                     | 2                                    | 51,109人                             | 256,734円                            | 京城、平壌                           |
| 1927年(昭和2年)                      | 3                                    | 65,657人                             | 635,326円                            | 京城、平壌、釜山                     |
| 1928年(昭和3年)                      | 5                                    | 224,793人                            | 1,283,988円                          | 京城、平壌、釜山、新義州、群山       |
| 1929年(昭和4年)                      | 6                                    | 241,160人                            | 1,878,860円                          | 京城、平壌、釜山、新義州、群山、大邱 |
| 1930年(昭和5年)                      | 6                                    | 214,331人                            | 1,658,799円                          | 京城、平壌、釜山、新義州、群山、大邱 |

1930年(昭和5年)の入場者数、売り上げが前年より減っているのはこの年の天候不順で開催日の降雨が多かったため。
| 昭和5年の各競馬倶楽部の売上 | 昭和5年の各競馬倶楽部の売上 | 昭和5年の各競馬倶楽部の売上 | 昭和5年の各競馬倶楽部の売上 |
| 競馬倶楽部名                | 所在地                      | 馬券発売枚数                | 馬券売上高                  |
| --------------------------- | --------------------------- | --------------------------- | --------------------------- |
| 朝鮮競馬倶楽部              | 京城(ソウル)                | 372,557枚                   | 745,114円                   |
| 平南レース倶楽部            | 平壌                        | 86,952枚                    | 173,904円                   |
| 大邱競馬倶楽部              | 大邱                        | 111,547枚                   | 223,096円                   |
| 釜山競馬倶楽部              | 釜山                        | 186,280枚                   | 372,560円                   |
| 国境競馬倶楽部              | 新義州                      | 14,757枚                    | 44,271円                    |
| 群山競馬倶楽部              | 群山                        | 49,677枚                    | 99,354円                    |
| 合計                        | 合計                        | 821,770枚                   | 1,658,299円                 |

以上のように1930年(昭和5年)の天候不順の影響を除くと朝鮮の競馬が順調に発展し、京城の売り上げが全体の半分近くを占めていることがわかる。
1928年には京城の新設洞の競馬場が改修され本格的な競馬場になっている。この新設洞競馬場は朝鮮競馬の中心となり、1945年に日本人が引き上げた後も施設は残り朝鮮戦争まで朝鮮人による競馬が行われている 。

## 朝鮮の競走馬
朝鮮の競走馬は呼馬と抽籤馬があり、日本内地産馬と朝鮮産馬の両方が走っていた。日本内地産馬は九州(宮崎・鹿児島)産馬が大半を占め、サラブレッド系が多く、内地の競馬場での競走をすでに経験している馬も多かったという。朝鮮産馬は李王職牧場や民間牧場が生産した雑種馬あるいは新朝鮮馬（蒙古牝馬、あるいは朝鮮在来牝馬にその他の馬を掛け合わせた改良馬）であるが、国境競馬倶楽部では1931年に朝鮮の独自の馬種である済州島の朝鮮馬(済州島馬)36頭を購入し抽籤配布している。1931年の国境競馬倶楽部の済州島馬36頭購入を例外とすると、朝鮮の競馬では数量的には呼馬が多く抽籤馬は朝鮮競馬倶楽部で毎年20頭程度購入する他には少ない。
| 各年の各競馬場の出走頭数 | 各年の各競馬場の出走頭数 | 各年の各競馬場の出走頭数 | 各年の各競馬場の出走頭数 | 各年の各競馬場の出走頭数 | 各年の各競馬場の出走頭数 |
| 倶楽部/年度              | 1926年                   | 1927年                   | 1928年                   | 1929年                   | 1930年                   |
| ------------------------ | ------------------------ | ------------------------ | ------------------------ | ------------------------ | ------------------------ |
| 朝鮮競馬倶楽部(京城)     | 172頭                    | 114頭                    | 312頭                    | 312頭                    | 232頭                    |
| 平南レース倶楽部(平壌)   | 118頭                    | 300頭                    | 194頭                    | 321頭                    | 216頭                    |
| 大邱競馬倶楽部(大邱)     |                          |                          |                          | 203頭                    | 356頭                    |
| 釜山競馬倶楽部(釜山)     |                          | 99頭                     | 176頭                    | 176頭                    | 299頭                    |
| 国境競馬倶楽部(新義州)   |                          |                          | 95頭                     | 200頭                    | 206頭                    |
| 群山競馬倶楽部(群山)     |                          |                          | 87頭                     | 147頭                    | 161頭                    |

## 地方競馬
1932年の朝鮮競馬令公布までは、6つの公認競馬のほかに、多数の地方競馬(非公認競馬)も行われている。地方競馬は内地の祭礼競馬と同じ性質のものだが、主催者は乗馬クラブや新聞社、消防組、個人などである。非公認競馬場があった場所は、京畿道では仁川・開城・水原、忠清南道では大田、全羅北道では全州・裡里、全羅南道では光州・木浦・麗水、平安南道では鎮南浦、咸鏡南道では端川・北青・咸興、咸鏡北道では清津・羅南・雄基・会寧などにあり17か所で確認できる。これらの多くは朝鮮競馬令公布で廃止されたが、咸興、清津、雄基の3か所は後に公認競馬場となっている 。
これらの地方競馬も馬券を発売しており、1930年(昭和5年)では17か所の地方競馬の総合計で入場者数234,650人馬券売上673,679円と京城(ソウル)一か所の売上745,114円には及ばないものの公認競馬全体の4割に匹敵する売り上げをあげている。

## 朝鮮競馬令の公布
朝鮮の競馬は一応内地の規則に準じて開催はされていたものの、警察などの裁量で許可され法律上の根拠なく開催されていた。そのため統制がなされず、馬政の観点からも朝鮮競馬法規の必要性が指摘され、1932年に朝鮮総督府昭和七年十月七日制令第三号として朝鮮競馬令が発布された。
朝鮮競馬令の主要な点
- 各競馬場の開催は年2場所、各場所8日以内とし、総督の許可があれば臨時開催1場所を加えることが出来る。
- 馬券は1枚2円以上20円以下とし、1人1レースにつき1枚に限る。
- 学生・未成年者および競馬関係者の馬券購入は禁止
- 勝ち馬券の払い戻し上限は10倍まで
- 控除率(主催者取り分)は20%、売り上げの5%は国庫へ納入
- 新朝鮮馬および蒙古馬には多少の優遇措置を与える

といった点で、新朝鮮馬および蒙古馬には多少の優遇措置を与えること以外は内地の競馬法(旧競馬法)に準じた内容になっている。

## 朝鮮競馬令発布後の状況
朝鮮競馬令発布によって公認競馬場以外で馬券を売る競馬の開催はできなくなり、従来の京城、平壌、釜山、新義州、群山、大邱の各競馬団体を統括・調整する上位組織として社団法人朝鮮競馬協会が設立された。1937年には朝鮮馬政計画が実施され、それに伴って咸興、清津、雄基の3か所の競馬場が公認され朝鮮の競馬場は9か所になる 。
朝鮮競馬令発布後の朝鮮競馬は順調に発展し、1939年(昭和14年)京城秋の1場所で238万円の売り上げがあり、1939年平壌の秋場所も45万円売上。太平洋戦争が始まる前年の1940年(昭和15年)には春シーズン全開催で790万円売上と春シーズンだけで1930年1年間の5倍近い売り上げをあげるようになっている。馬は内地産馬の移入が続き、1941年(昭和16年)春にも定例購入の抽籤用新馬135頭が内地から届いている。内容はアラブ系90頭、サラ系45頭でアラブ系が主流となっている。

## 太平洋戦争開始後
1937年からの日中戦争中にも発展を続けた朝鮮の競馬ではあるが1941年末に始まった太平洋戦争では縮小を余儀なくされる。1942年2月、朝鮮馬事会令により競馬を開催していた9つの競馬倶楽部は解散させられ単一の競馬施行団体朝鮮馬事会にまとめられ9つの競馬場の経営に当たる。朝鮮の競馬は戦争の影響を受け、また競走馬の多くを軍馬として供出させられ、競馬興業は不振になる。小規模な競馬場である群山、新義州、咸興、清津、雄基の5競馬場は順に閉鎖されて跡地は軍用地になる。1945年春には朝鮮の競馬場は京城(ソウル)、平壌、大邱、釜山の4つになる。しかしこれも日本の敗戦によって日本人の手を離れ、日本統治下の競馬は終了する。

## 太平洋戦争後
太平洋戦争終結後、日本人経営の朝鮮馬事会は韓国人の経営に移った。競馬場は進駐してきたアメリカ軍に接収されるなどしたが、1949年に韓国馬事会に名称を変更し、ソウル新設洞競馬場で韓国人の手による競馬が開催され、金九、李承晩などの要人も競馬を楽しんだという。
しかし、始まったばかりの韓国の競馬も、朝鮮戦争によって中断を余儀なくされる。朝鮮戦争休戦後、ソウルでは新たにトゥクソム競馬場を新設。激しかった戦乱で競走馬は失われ、済州島特産のポニー済州島馬によって競馬は復活する。その後、1989年にトゥクソム競馬場を閉鎖し、果川にソウル競馬場が開かれ済州島にも競馬場が設けられ、2005年釜山・金海にも競馬場が設けられ、2014年現在は、韓国の競馬場は3か所になる。